# 162 (szám)
A 162 (százhatvankettő) a 161 és 163 között található természetes szám.
A 162 osztható a φ(162) értékkel.
Érinthetetlen szám: nem áll elő pozitív egész számok valódiosztóösszeg-függvényeként.
A 162 Harshad-szám, mert osztható a tízes számrendszerben vett számjegyeinek összegével.